# マフディー軍
マフディー軍（まふでぃーぐん、アラビア語: جيش المهدي）は、イラクに駐留している外国軍の排除を主な目的とした、イラクの武装勢力の一つである。かつては、イラクで最大規模の民兵組織であった。
シーア派に属し、同派の精神的指導者ムクタダー・アッ＝サドルに従っている。多数の構成員を抱えるが、実態は組織体というよりは社会運動に近い。シーア派の多いナジャフ市とバグダード南部のサドル・シティ地区を拠点とする。「マフディー」とは、アラビア語で「導かれた者」すなわち「救世主」のこと。　

## 概要
マフディー軍は、イラク戦争初期の2003年6月に創設され、当初はシーア派地区の秩序維持に当たり、シャリーアに基づき各地の統治を目指していた。2004年、南部とバグダードにおいて占領軍に対して蜂起したが鎮圧された。2005年、バスラにおいてバドル軍兵士と交戦。2006年初め、サドルは、全イスラーム諸国にマフディー軍への援助を要請した。
マフディー軍は、スンナ派、対立民兵組織、ジャーナリスト、イギリス兵の誘拐･暗殺で非難されており、自爆テロ戦術も使用する。

## 政府機関との癒着
多くの報道によれば、マフディー軍の構成員は（イラク・イスラーム最高評議会派などと同様に）、イラク警察と軍に浸透を図っている。
また、ヌーリー・マーリキー政権下では保健省を実質的に支配し、多数のマフディー軍構成員が職員として雇用された。このため、2007年2月8日には、サドル師派幹部であるハキーム・アッ＝ザーミリー保健次官が米・イ軍合同部隊に拘束される事態に至っている。その後、ザーミリーは殺人と誘拐、民兵に救急車を利用することを許可したとして起訴されたが、証拠不十分で起訴は取り下げられた。

## 現状
発足当時は5000人前後と言われていたマフディー軍だが、2004年に発生した一連の米軍との交戦で、その多くが殺害され、壊滅状態になったと一時は報道されていた。
だがその後、政権参加、スンニ派武装勢力の対シーア派無差別テロ等を追い風としてマフディー軍は飛躍的な組織の拡大を遂げ、2006年現在の総員は約4万から6万人に拡大している。
2006年2月に発生したシーア派の重要な聖地、アスカリ廟爆破に端を発する現在の宗派抗争において、マフディー軍はシーア派側の主要な暴力装置として活動していると見られている。
この観測は、2007年2月に開始された駐留米軍及びイラク軍・警察による大規模な武装勢力掃討作戦において、同軍がスンニ派武装勢力と並んで主要な掃討目標とされた結果、スンニ派市民に対する拉致や虐殺が激減した事からも裏打ちされている。
しかしながら、サドル派・マフディー軍を主要な支持母体とするマーリキー政権はその掃討に極めて消極的であり、掃討作戦開始後もその姿勢に変化はなく、2007年2月17日にバグダードを訪問したライス米国務長官がスンニ派掃討に集中する作戦内容に不満を伝えた。
また、マフディー軍もその勢力を温存するため幹部・中核メンバーの大多数（一説にはサドル師自身も）を隣国イランに一時出国させたと報道され、その影響力が殺がれることはないという観測が出ている。3月5日になって合同軍1,150名が、マフディー軍最大の根拠地であるバグダード東部のサドルシティーに侵攻したが、武器摘発や民兵の逮捕は行われなかった。
なお、このマフディー軍幹部の出国については、作戦終了後の帰国及びテロの再開が予測されるにもかかわらずタラバーニー大統領が「治安作戦の成功に寄与する」として歓迎のコメントを出している。

### 分派の傾向
現在、マフディー軍は分派傾向にあるといわれる。一部の分派はイランの支援のもと先鋭化し、主流派と衝突しているという。これら通称「特別グループ」は同国から武器を提供され、配下のマフディー軍をイラン国内で訓練させているという。指導者はハイダル・マフディー・ハドゥーム・アル＝ファワディー。これら特別グループがスンナ派住民の殺害、多国籍軍に対する攻撃を仕掛けていると思われる。この特別グループらは、ムクタダー・サドルですら統制が執れず、命令にも従わないという。多国籍軍によると特別グループの支援において、主要な役割を果たしているのは、イランの革命防衛隊・アル＝ゴドス軍とレバノンのヒズボッラーであるとしている。事実、米軍やイラク軍による活動で特別グループの拠点から、イラン製兵器が押収されている。訓練キャンプは、イラン国内にあり、テヘラン、ゴム、アフヴァーズ、マシュハドに存在するとされる。キャンプの責任者は、アル＝ゴドス軍のガーセム・ソレイマーニー准将。　ここで特別グループは、即席武器や新型路上爆弾の製造、組織の細胞の編成、連絡方法、暗殺手段などの訓練を受けている。また、アル＝ゴドス軍とヒズボッラーからRPG-29を提供されている。
訓練キャンプには、指名手配されているシーア派民兵の3人の指導者、ハッジ・マフディー、ハッジ・サミール、バキル・アッ＝サーイディーが居り、それぞれ、「アサイブ・アル＝ハク」「カターイブ・ヒズボッラー」などの過激派組織を指導している。
また、マフディー軍の内部に政治信条や思想を特に持たない犯罪者が入り込み、市民に対する徴税や殺人、密輸などを行なっているとされる。これら「特別グループ」や犯罪者グループに反対する「現実派」、彼ら曰く「高潔なマフディー軍」という名の一派が結成され、積極的に米軍やイラク軍に上記の幹部やメンバーについて情報提供している。また、ムクタダー・アッ＝サドルもマフディー軍の精鋭部隊を使って、米軍に捕らわれる前に、急進派や犯罪者グループらを処罰しているという。

### 解散
2008年8月8日、ムクタダー・アッ＝サドルは代理を通して、マフディー軍を解散し、軍事部門としてでは無くサドル派の福祉部門・政治組織として再建するという声明を発表した。名前もマフディー軍から「アル＝ムマヒドゥーン」と変更した。その一方で、アメリカ軍が撤退に向けたタイムテーブルを受け入れない場合だけ、アメリカ軍を攻撃する特別なゲリラ細胞を保持するとした。ただし、この声明には「特別グループ」などの分派は従わないと見られる。

## 復活
2010年4月23日、シーア派住民を狙った連続爆弾テロが起こったことを受けて、ムクタダー・アッ＝サドルはイラク政府に対して、イラク軍・警察の補助とシーア派信徒保護のために支援を申し出て、マフディー軍の再編を匂わせる声明を発した。イラク政府は拒否したものの、サドル潮流のスポークスマン、サラーフ・アル＝ウバイディーはAP通信の取材に対して、マフディー軍は既に復活していることを明かした。マフディー軍の武装部隊は「約束日の大隊」と呼ばれており、2011年12月31日までに米軍がイラクから撤収しない場合は、攻撃を開始する準備ができているという。
ウバイディーによれば、マフディー軍内部には「ムマヒドゥーン」と「ムナスィルーン」という2つの派閥があるとした。マフディー軍のある指揮官は匿名を条件にAP通信の取材に応じ、軍事部門の人数が数千人を誇ると述べた。